# Eleutherodactylus coqui
Eleutherodactylus coqui är en groddjursart som beskrevs av Thomas 1966. Eleutherodactylus coqui ingår i släktet Eleutherodactylus och familjen Eleutherodactylidae. IUCN kategoriserar arten globalt som livskraftig. Inga underarter finns listade i Catalogue of Life.